# Baotianmansaurus henanensis
Baotianmansaurus henanensis ("lagarto de Baotianman de la provincia de Henan") es la única especie conocida del género extinto Baotianmansaurus de dinosaurio saurópodo titanosauriforme, que vivió a finales del período Cretácico, hace aproximadamente 75 millones de años durante el Campaniense en lo que es hoy Asia. Los fósiles fueron encontrados en la Formación Gaogou, Nanyang, Neixiang, Henan, China.  La especie tipo, B. henanensis, fue descrita en  2009 por Zhang, Lü, Xu, Li, Yang, Hu, Jia, Ji Q. y  Zhang. Baotianmansaurus, se refiere al área de Preservación  Natural de Baotianman, donde se descubrió el holotipo, la especie B. henanensis se refiere a la unidad administrativa de China, provincia de Henan, en el que se encuentra la localidad del hallazgo. Probablemente este cercanamente emparentado con Opisthocoelicaudia y Dongyangosaurus.

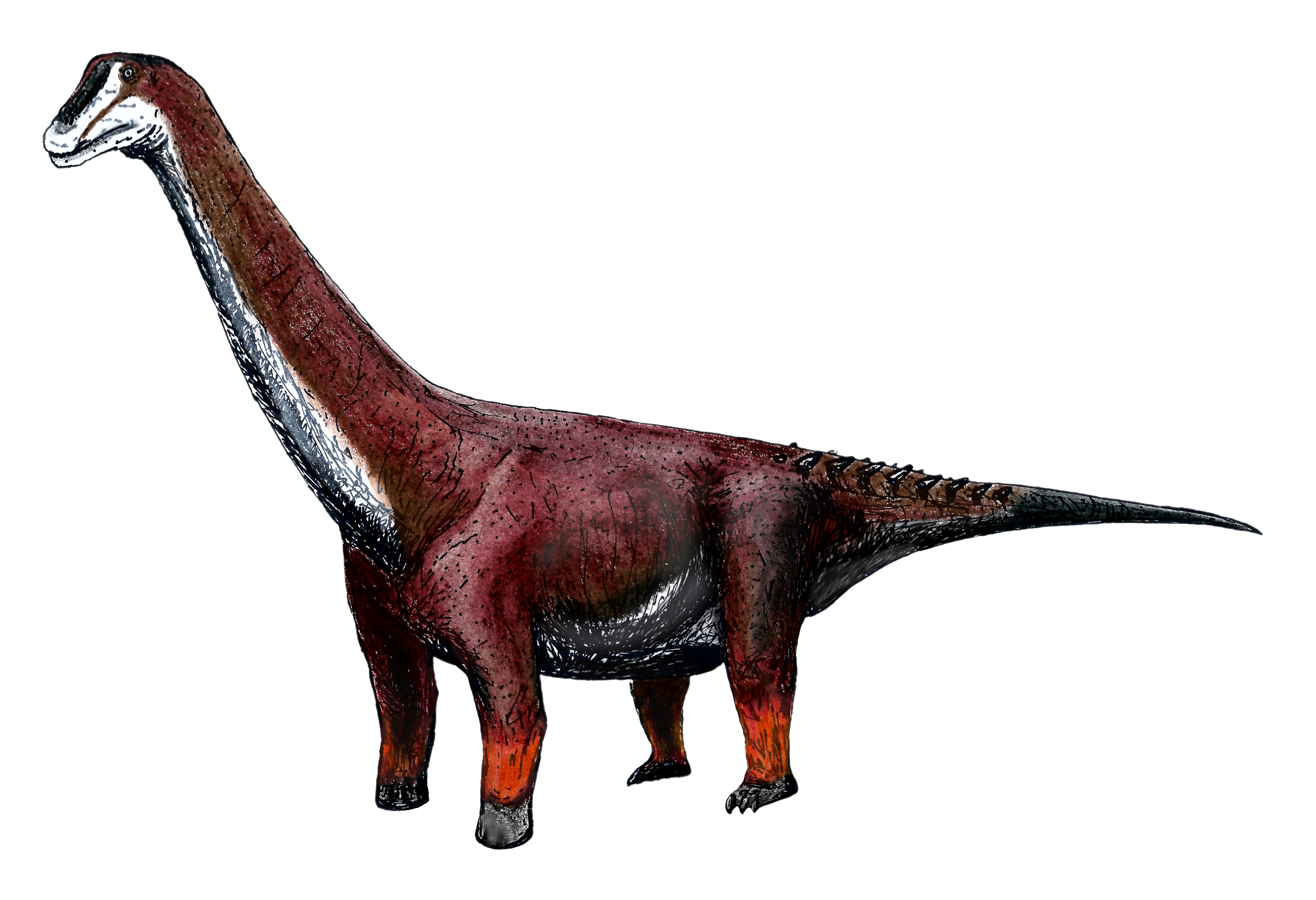
Recreación en vida.